# خوانيتا هامل
خوانيتا هامل (بالإنجليزية: Juanita Hamel)‏ هي رسامة كارتون ورسامة توضيحية أمريكية، ولدت في 27 أبريل 1891، وتوفيت في 12 يوليو 1939 في برمودا في المملكة المتحدة.